# (3720) Hokkaido
(3720) Hokkaido – planetoida z pasa głównego asteroid okrążająca Słońce w ciągu 3 lat i 195 dni w średniej odległości 2,32 j.a. Została odkryta 28 października 1987 roku w obserwatorium astronomicznym w Kushiro przez Seijiego Uedę i Hiroshiego Kanedę. Nazwa planetoidy pochodzi od japońskiej wyspy Hokkaido, zamieszanej wówczas przez 5,5 miliona osób. Była to pierwsza planetoida odkryta na wyspie Hokkaido. Przed nadaniem nazwy planetoida nosiła oznaczenie tymczasowe (3720) 1987 UR1.